# Vilșanka, Ciudniv
Vilșanka (în ucraineană Вільшанка) este o comună în raionul Ciudniv, regiunea Jîtomîr, Ucraina, formată numai din satul de reședință.

## Demografie
Componența lingvistică a comunei Vilșanka
     Ucraineană (98,21%)
     Rusă (1,54%)
     Alte limbi (0,05%)
Conform recensământului din 2001, majoritatea populației comunei Vilșanka era vorbitoare de ucraineană (98,21%), existând în minoritate și vorbitori de rusă (1,54%).